# Luke Johnson (tenista)
Luke Johnson (nació el 18 de marzo de 1994) es un jugador de tenis británico.
Johnson su ranking ATP más alto de single fue el número 606, logrado el 29 de noviembre de 2021. Su ranking ATP más alto de dobles fue el número 60, logrado el 11 de noviembre de 2024.
Johnson hizo su debut en el cuadro principal de Grand Slam en dobles como wildcard en el Campeonato de Wimbledon 2019. Junto con su compatriota Evan Hoyt, la pareja fue derrotada en la primera ronda por Nicholas Monroe y Mischa Zverev en sets seguidos 4-6, 4-6, 5-7.
Alcanzó el top 100 en el ranking de dobles en el puesto 83 del mundo el 29 de enero de 2024 cuando ganó un título de Challenger de Ottignies-Louvain-la-Neuve 2024 con Skander Mansouri.

## Títulos ATP (3; 0+3)

### Dobles (3)
| Leyenda                         |
| Grand Slam (0)                  |
| ATP Wourld Tour Finals (0)      |
| ATP Masters 1000 World Tour (0) |
| ATP World Tour 500 series (1)   |
| ATP World Tour 250 series (2)   |

| No. | Fecha                  | Torneo    | Superficie    | Pareja        | Oponentes en la final                 | Resultado           |
| --- | ---------------------- | --------- | ------------- | ------------- | ------------------------------------- | ------------------- |
| 1.  | 9 de noviembre de 2024 | Metz      | Dura (i)      | Sander Arends | Pierre-Hugues Herbert Albano Olivetti | 6-4, 3-6, [10-3]    |
| 2.  | 5 de enero de 2025     | Hong Kong | Dura          | Sander Arends | Karen Khachanov Andrey Rublev         | 7-5, 4-6, [10-7]    |
| 3.  | 20 de abril de 2025    | Barcelona | Tierra batida | Sander Arends | Joe Salisbury Neal Skupski            | 6-3, 6-7(1), [10-6] |

## Títulos Challenger; 12 (0 + 12)
| Leyenda             | Individuales | Dobles |
| ------------------- | ------------ | ------ |
| ATP Challenger Tour | 0            | 12     |

### Dobles
| N.º | Fecha                    | Torneo          | Superficie    | Compañero        | Oponentes en la final                               | Resultado           |
| --- | ------------------------ | --------------- | ------------- | ---------------- | --------------------------------------------------- | ------------------- |
| 1.  | 25 de febrero de 2023    | Rome            | Dura (i)      | Sem Verbeek      | Gabriel Décamps Alex Rybakov                        | 6-2, 6-2            |
| 2.  | 19 de mayo de 2023       | Oeiras II       | Tierra batida | Sem Verbeek      | Jaime Faria Henrique Rocha                          | 6-7(6), 7-5, [10-6] |
| 3.  | 9 de septiembre de 2023  | Estambul        | Dura          | Skander Mansouri | Sander Arends Aisam-ul-Haq Qureshi                  | 7-6(3), 6-3         |
| 4.  | 30 de septiembre de 2023 | Charleston      | Dura          | Skander Mansouri | Nicholas Bybel Oliver Crawford                      | 6-4, 6-4            |
| 5.  | 7 de octubre de 2023     | Tiburón         | Dura          | Skander Mansouri | William Blumberg Luis David Martínez                | 6-2, 6-3            |
| 6.  | 20 de enero de 2024      | Nonthaburi III  | Dura          | Skander Mansouri | Rithvik Choudary Bollipalli Niki Kaliyanda Poonacha | 7-5, 6-4            |
| 7.  | 27 de enero de 2024      | Ottignies       | Dura (i)      | Skander Mansouri | Sander Arends Sem Verbeek                           | 7-5, 6-3            |
| 8.  | 27 de abril de 2024      | Roma            | Tierra batida | Skander Mansouri | Lorenzo Rottoli Samuel Vincent Ruggeri              | 6-2, 6-4            |
| 9.  | 5 de mayo de 2024        | Aix-en-Provence | Tierra batida | Skander Mansouri | Diego Hidalgo Cristian Rodríguez                    | 6-3, 6-3            |
| 10. | 3 de agosto de 2024      | Porto           | Dura          | Sander Arends    | Joshua Paris Ramkumar Ramanathan                    | 6-3, 6-2            |
| 11. | 16 de noviembre de 2024  | Lyon            | Dura (i)      | Lucas Miedler    | Sergio Martos Gornés David Pichler                  | 6-1, 6-2            |
| 12. | 12 de abril de 2025      | Monza           | Tierra batida | Sander Arends    | Filippo Romano Jacopo Vasamì                        | 6-1, 6-1            |